# Bâcu, Iași
Bâcu este un sat în comuna Ipatele din județul Iași, Moldova, România.

## Monumente istorice

### Monumente de arheologie
- Situl arheologic de la Bâcu, punct „Doschina”, situat la „Doschina”, la cca. 1 km N-E de sat, între pârâul Stavnic și drumul spre satul Cioca-Boca, comuna Șcheia; IS-I-s-B-03531
  - Așezare (secolul III/IV î.H., epoca daco-romană), „Doschina”, la cca. 1 km N-E de sat, între pârâul Stavnic și drumul spre satul Cioca-Boca, comuna Șcheia; IS-I-s-B-03531.01
  - Așezare (La Tène, cultura geto-dacică), „Doschina”, la cca. 1 km N-E de sat, între pârâul Stavnic și drumul spre satul Cioca-Boca, comuna Șcheia; IS-I-s-B-03531.02

- Situl arheologic de la Bâcu, punct „Beci”, „Pe Beci”, la 500 m E de sat, pe malul stâng al pârâului Stavnic și pe dreapta drumului spre satul Frenciugi; IS-I-s-B-03532
  - Așezare (secolul XVI/XVII, epoca medievală), „Pe Beci”, la 500 m E de sat, pe malul stâng al pârâului Stavnic și pe dreapta drumului spre satul Frenciugi; IS-I-s-B-03532.01
  - Așezare (secolul V/VI, Epoca migrațiilor), „Pe Beci”, la 500 m E de sat, pe malul stâng al pârâului Stavnic și pe dreapta drumului spre satul Frenciugi; IS-I-s-B-03532.02
  - Așezare (secolul IV î.H., Epoca daco-romană), „Pe Beci”, la 500 m E de sat, pe malul stâng al pârâului Stavnic și pe dreapta drumului spre satul Frenciugi; IS-I-s-B-03532.03
  - Așezare (secolul II/III î.H., La Tène târziu), „Pe Beci”, la 500 m E de sat, pe malul stâng al pârâului Stavnic și pe dreapta drumului spre satul Frenciugi; IS-I-s-B-03532.04
  - Așezare (Epoca bronzului târziu, cultura Noua), „Pe Beci”, la 500 m E de sat, pe malul stâng al pârâului Stavnic și pe dreapta drumului spre satul Frenciugi; IS-I-s-B-03532.05

### Monumente de arhitectură

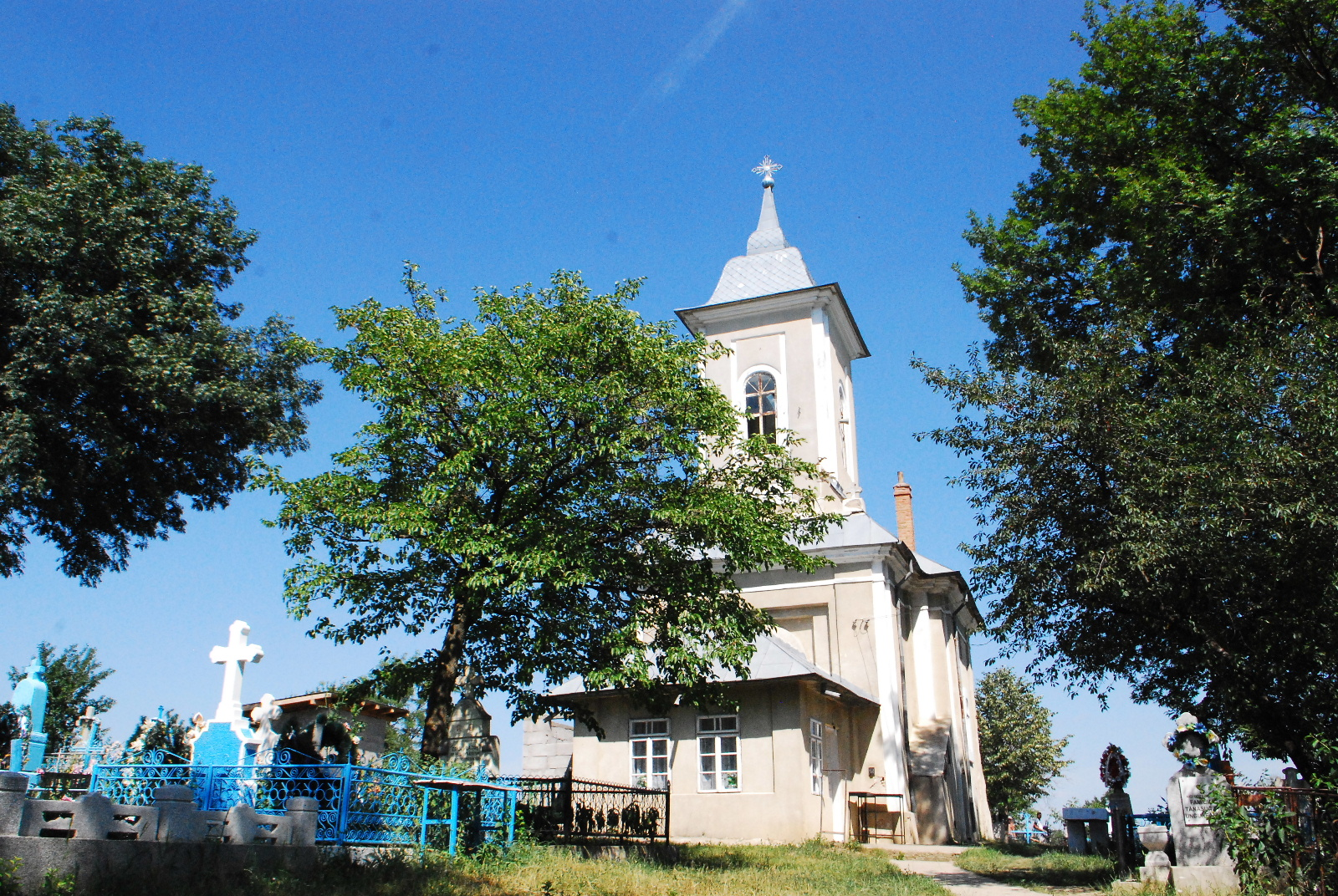
Biserica „Sfântul Nicolae”

- Biserica „Sf. Nicolae” (1789), monument istoric de arhitectură, biserică refăcută în anul 1804; IS-II-m-B-04099